# Hertog Jan Weizener
Hertog Jan Weizener is een Nederlands weizenbier van hoge gisting.
Het bier wordt gebrouwen in de Hertog Jan Brouwerij, te Arcen.
Het is een goudblond troebel tarwebier met een alcoholpercentage van 5,7%.
Het bier werd gelanceerd in april 2008.